# Message in a Box: The Complete Recordings
Message in a Box: The Complete Recordings – jest to box- set rockowego zespołu The Police wydanego w 1993 roku. Zawiera on 4 płyty.

## Lista utworów

### Dysk1
1. „Fall Out" (Stewart Copeland)* – 2:04
2. „Nothing Achieving" (Copeland)* – 1:56
  - Utwory 1 i 2 pierwotnie wydane jako single (tylko w Anglii) w 1977.
3. „Dead End Job" (Sting, Copeland, Andy Summers)* – 3:35
  - Strona B singla "Can't Stand Losing You" (Anglia), i "Roxanne" (USA).
4. „Next to You" (Sting) – 2:50
5. „So Lonely" (Sting) – 4:49
6. „Roxanne" (Sting) – 3:12
7. „Hole in My Life" (Sting) – 4:52
8. „Peanuts" (Copeland, Sting) – 3:58
9. „Can't Stand Losing You" (Sting) – 2:58
10. „Truth Hits Everybody" (Sting) – 2:53
11. „Born in the 50's" (Sting) – 3:40
12. „Be My Girl – Sally" (Sting, Summers) – 3:22
13. „Masoko Tanga" (Sting) – 5:40
14. „Landlord" (Live) (Sting, Copeland) * – 2:36
15. „Next to You" (Live) (Sting)* – 3:11
16. „Landlord" (Sting, Copeland) * – 3:09
17. „Message in a Bottle" (Sting) – 4:51
18. „Reggatta de Blanc" (Copeland, Sting, Summers) – 3:06
19. „It's Alright for You" (Copeland, Sting) – 3:13
20. „Bring on the Night" (Sting) – 4:16
21. „Deathwish" (Copeland, Sting, Summers) – 4:13
  - Utwory 17-21 pierwotnie wydane na albumie Reggatta de Blanc.

### Dysk 2
1. „Walking on the Moon" (Sting) – 5:02
2. „On Any Other Day" (Copeland) – 2:57
3. „The Bed's too Big Without You" (Sting) – 4:26
4. „Contact" (Copeland) – 2:38
5. „Does Everyone Stare" (Copeland) – 3:52
6. „No Time This Time" (Sting) – 3:17
7. „Visions of the Night" (Sting)* – 3:05
8. „The Bed's too Big Without You" (Mono) (Sting) * – 3:29
9. „Truth Hits Everybody" (Live) (Sting) * – 2:26
  - Utwory 8 i 9 pierwotnie wydane jako single (tylko w WB) w 1980.
10. „Friends" (Summers)* – 3:36
11. „Don't Stand So Close to Me" (Sting) – 4:04
12. „Driven to Tears" (Sting) – 3:20
13. „When the World Is Running Down, You Make the Best of What's Still Around" (Sting) – 3:38
14. „Canary in a Coalmine" (Sting) – 2:26
15. „Voices Inside My Head" (Sting) – 3:53
16. „Bombs Away" (Copeland) – 3:09
17. „De Do Do Do, De Da Da Da" (Sting) – 4:09
18. „Behind My Camel" (Summers) – 2:54
19. „Man in a Suitcase" (Sting) – 2:19
20. „Shadows in the Rain" (Sting) – 5:02
21. „The Other Way of Stopping" (Copeland) – 3:22

### Dysk 3
1. „A Sermon" (Copeland) * – 2:33
2. „Driven to Tears" (Live)(Sting) * – 3:29
3. „Shambelle" (Summers) * – 5:00
4. „Spirits in the Material World" (Sting) – 2:59
5. „Every Little Thing She Does Is Magic" (Sting) – 4:22
6. „Invisible Sun" (Sting) – 3:44
7. „Hungry for You (J'aurais Toujours Faim de Toi)" (Sting) – 2:53
8. „Demolition Man" (Sting) – 5:57
9. „Too Much Information" (Sting) – 3:43
10. „Rehumanize Yourself" (Copeland, Sting) – 3:10
11. „One World (Not Three)" (Sting) – 4:47
12. „Ωmegaman" (Summers) – 2:48
13. „Secret Journey" (Sting) – 3:34
14. „Darkness" (Copeland) – 3:14
15. „Flexible Strategies" (Sting, Summers, Copeland) * – 3:43
16. „Low Life" * (Sting) – 3:45
17. „How Stupid Mr. Bates" (Sting, Summers, Copeland) * – 2:41
18. „A Kind of Loving" (Sting, Summers, Copeland) * – 2:03

### Dysk 4
1. „Synchronicity I" (Sting) – 3:23
2. „Walking in Your Footsteps" (Sting) – 3:36
3. „O My God” – 4:02
4. „Mother" (Summers) – 3:05
5. „Miss Gradenko" (Copeland) – 1:59
6. „Synchronicity II" (Sting) – 5:02
7. „Every Breath You Take" (Sting) – 4:13
8. „King of Pain" (Sting) – 4:59
9. „Wrapped Around Your Finger" (Sting) – 5:13
10. „Tea in the Sahara" (Sting) – 4:19
11. „Murder by Numbers" (Sting, Summers) – 4:36
12. „Man in a Suitcase" (Live) (Sting) * – 2:17
13. „Someone to Talk To" (Summers) * – 3:08
14. „Message in a Bottle" (Live) (Sting) * – 4:51
15. „I Burn for You" * – 4:49
16. „Once Upon a Daydream" (Sting, Summers) * – 3:31
17. „Tea in the Sahara" (Live) (Sting)* – 5:06
18. „Don't Stand So Close to Me '86" (Sting)* – 4:51